# Univerzitetni športni center Leona Štuklja
Univerzitetni športni center Leona Štuklja (kratica UŠC) je večji športni objekt, ki deluje v okviru Univerze v Mariboru z namenom zagotavljati ustrezno športno infrastrukturo za študente in predavatelje na univerzi.
Center je bil ustanovljen 2. junija 1995.